# Alfonso Yepes Rojo
Alfonso Yepes Rojo (ur. 4 stycznia 1952 w Donmatías, zm. 21 maja 1990) – kolumbijski duchowny rzymskokatolicki, misjonarz, prefekt apostolski Letici.

## Biografia
21 listopada 1980 otrzymał święcenia prezbiteriatu i został kapłanem diecezji Santa Rosa de Osos.
4 marca 1989 Kongregacja ds. Ewangelizacji Narodów powierzyła prefekturę apostolską Letici duchowieństwu diecezjalnemu diecezji Santa Rosa de Osos. Tego samego dnia papież Jan Paweł II mianował ks. Rojo prefektem apostolskim Letici. Urząd ten objął 7 maja 1989.
21 maja 1990, podczas podróży po podległych sobie stacjach misyjnych, zginął w katastrofie statku.